# Martin S. Hirsch
Martin Stanley Hirsch (* 16. April 1939 in Cortland (New York)) ist ein US-amerikanischer Mediziner und Virologe, der sich Viruserkrankungen und speziell mit HIV und dessen Therapie befasst.
Hirsch´s Vater war Gynäkologe in Deutschland, wurde aber 1937 als Jude von den Nationalsozialisten zur Emigration gezwungen. Hirsch studierte am Hamilton College (New York) mit dem Bachelor-Abschluss 1960 und an der Johns Hopkins University, an der er 1964 in Medizin promoviert wurde (M.D.). Seine Ausbildung als Facharzt für Innere Medizin absolvierte er an den Kliniken der  University of Chicago (Residency 1965/66) und am CDC in Atlanta. Er war Fellow am National Institute of Medical Research in London und am Fellow für Infektionskrankheiten am Massachusetts General Hospital (MGH, 1969 bis 1971). Hirsch wurde 1971 Assistant Professor und 1988 Professor für Medizin an der Harvard Medical School, an der er 1996 Professor für Immunologie und Infektionskrankheiten wurde. 1986 bis 2003 war er Direktor der Harvard Collaborative AIDS Treatment Evaluation Unit und leitete die klinischen Tests in Harvard für Aidstherapien. Er ist außerdem Professor an der Harvard School of Public Health und leitete ab 1981 die Aids-Programme am MGH.
Er ist einer der Pioniere der Kombinationstherapie gegen Aids sowohl in Laborstudien als in klinischen Tests. Davor war er schon in den 1970er Jahren ein Pionier in Chemotherapeutika gegen Viren, damals vor allem Herpes-simplex-Viren, die zum Beispiel Gehirnhautentzündung verursachen. Er leitete klinische Tests zu deren Bekämpfung mit Idoxuridin. Mit Michael Oxman gründete er damals die Boston Interhospital Virus Study Group. Ebenfalls in den 1970er Jahren leitete er Studien zu Pathogenese und Therapie von Cytomegalovirus-Infektionen.
In der Aidsforschung zeigte er Anfang der 1980er Jahre, dass sich HIV-1 in männlichen und weiblichen Sexualsekreten nachweisen ließ, was die sexuelle Übertragung stützte, und sie wiesen den Erreger auch im Nervensystem nach (Hirn, Rückenmark, periphere Nerven, Retina u. a.).
2008 erhielt er den Maxwell Finland Award und 2012 den Alexander Fleming Award. 2011 erhielt er den Lifetime Achievement Award der International Antiviral Society für seine Führungsrolle in der HIV-Forschung.
Er war Mitglied des Panel on Clinical Practices for the Treatment of HIV Infection des US Department of Health and Human Services.
Er war in den Herausgebergremien von AIDS, dem New England Journal of Medicine, von Clinical Infectious Diseases und dem Journal of Infectious Diseases, dessen Herausgeber er seit 2003 war. Hirsch ist Fellow der  American Association for the Advancement of Science.
1964 heiratete er Corinne Becker, mit der er zwei Kinder hat.